# Castillo de Coria
El Castillo de Coria es una fortaleza situada en la ciudad de Coria, provincia de Cáceres, Extremadura. Construido en el siglo XV.

## Historia
Fue construido entre los años 1473 y 1478 por el maestro de obras Juan Carrera, con un costo total de 1 065 415 maravedíes, encargado bajo el mandato de García Álvarez de Toledo, marqués de Coria y duque de Alba de Tormes.

## Construcción
El castillo del siglo XV es obra del arquitecto Juan Carrera, y fruto de una reforma realizada sobre una construcción defensiva de origen romano. Se eliminó parte de la muralla romana, se reutilizaron los materiales para la nueva construcción y se unió a la fortaleza una torre albarrana de sillería que ya existía y fue modificada.Según Cooper podría datar del siglo XIII o el siglo XIV. La torre del homenaje es pentagonal y frente a ella se construyó un antemural. Por detrás se encuentra una barrera formada por dos torres, una redonda y otra cuadrada que encuadran la puerta y conocida como El Castillejo, que es la entrada a la fortaleza. La construcción en sillares, y en lo alto una corona de falsos matacanes. La gran torre tiene garitones semicilíndricos y la entrada desde su terraza defensiva. La torre esta comunicada con la liza y el camino de ronda de la muralla. La dependencias principales están compuestas de techos de madera y bóvedas de cañón y crucería. A pesar de sus características militares tenía un carácter de fortaleza señorial.
Hubo un intento de compra del castillo a sus actuales propietarios en 2003 por 556 929,80 euros, pero fue frustrado por la marcha atrás del ayuntamiento.

## Asociación Amigos del Castillo de Coria
En octubre de 2017 se constituyó la Asociación Amigos del Castillo de Coria, cuyo primer objetivo es la restauración y posterior apertura a las visitas del público, que desde los años 60 del siglo XX se ha intentado varias veces, sin resultado positivo. La Asociación pretende ser un puente que acerque a los propietarios y a las administraciones públicas.